# John Bubbles
John Bubbles (auch John W. Bubbles; * 19. Februar 1902 als John William Sublett in Louisville, Kentucky; † 18. Mai 1986 in Baldwin Hills, Kalifornien) war ein US-amerikanischer Stepptänzer, Sänger (Tenor) und Schauspieler. Er wurde zusammen mit Buck Washington als Duo Buck and Bubbles bekannt. 

## Leben
Bubbles wurde 1902 in Kentucky geboren und wuchs in Indianapolis auf. Bereits im Alter von zehn Jahren trat er mit seinem Freund, dem damals sechsjährigen Buck Washington, als Buck and Bubbles auf, bei der er sang und tanzte und Buck ihn am Klavier begleitete. Beide gewannen eine Reihe von Amateurshows und erhielten Engagements in Louisville, Detroit und New York City. Bubbles entwickelte einen Steppstil mit äußerst schwierigen Neuerungen, den er in den 1920er Jahren auch an Fred Astaire weitergab. 
Buck und Bubbles waren Gast beim California’s Orpheum Circuit und traten 1922 im New Yorker Palace Theatre auf. Sie wurden als Afroamerikaner zu Stars der weißen Varietészene der USA und waren 1922 bei den Broadway Frolics, 1930 in Lew Leslies Revue Blackbird und 1931 bei den Ziegfeld Follies zu sehen. Auftritte hatten sie auch in der New Yorker Radio City Music Hall, im London Palladium, im Cotton Club, im Apollo Theater und in mehreren Filmproduktionen der 1930er und 1940er Jahre.
1935 übernahm Bubbles die Rolle des Sportin’ Life bei der Uraufführung von George Gershwins Oper Porgy and Bess. Nach dem Tod seines Partners Buck 1955 trat er u. a. mit Bob Hope in Vietnam auf und nahm mehrere Alben, darunter From Rags to Riches (1980) auf. Nach einem Schlaganfall 1967 war er teilweise gelähmt. Einen seiner letzten Auftritte hatte er 1980 als Sänger in der Revue Black Broadway. Im selben Jahr wurde er mit dem Lifetime Achievement Award der American Guild of Variety Artists ausgezeichnet. Er starb 1986 im Alter von 84 Jahren in Kalifornien.